# 콘라트 폰 레벤틀로브
콘라트 폰 레벤틀로브(덴마크어: Conrad von Reventlow, 1644년 4월 21일 ~ 1708년 7월 21일)는 덴마크의 군인, 정치인이다. 1670년대에 덴마크군 대령으로 복무했으며 1699년부터 1708년까지 덴마크의 대재상을 역임했다. 대북방 전쟁 중이던 1700년에는 스웨덴과의 평화 협상을 진행했다.